# Castellum Tigintanum
Castellum Tingitanum est une ville romano-berbère de Maurétanie césarienne. Elle se situe dans la ville actuelle de Chlef, en Algérie. À l’époque romaine, elle servait principalement de poste militaire (comme l’indique le terme Castellum, qui signifie fort ou camp), et faisait partie du réseau de défense établi par Rome pour contrôler l’arrière-pays et sécuriser les voies de communication à travers l’Afrique du Nord.

## Toponymie et étymologie
La ville Castellum Tingitanum est connue dans l'Antiquité sous le nom Chinalaph, et dérivant probablement du berbère asif ou acif, signifiant « oued », « rivière » ou « fleuve », et qui devient après la conquête musulmane de la région Chelif. Ptolémée mentionne le Chinalaph (Χινάλαφ), un cours d’eau dont l’embouchure se situait entre Caesarea et Gunugus. Une route reliait Castellum Tingitanum à Cartennae, jalonnée de petits postes fortifiés — les castrums — dont les vestiges sont encore visibles aujourd’hui.
L'historien Mohamed Tiab, dans un article paru dans l’hebdomadaire "Le Cheliff" avait écrit «Les phéniciens qui avaient installé des comptoirs le long de la côte algérienne et qui s’introduisaient de temps à autre dans l’intérieur du pays, ont baptisé l'actuel  Oued Chelif « Chinalaph », qui signifie en phénicien, le déversement des torrents en grandes quantités à partir des cascades et des pentes abruptes, creusées dans les monts d’Amor. Le « Chéliff » ou « Chlef », n’est autre que la déformation du terme Chinalaph. ».
Il est important de noter que le nom latin Castellum Tingitanum ne dérive pas du nom punique originel de la ville, Chinalaph. Cette différence toponymique reflète la superposition des cultures et des dominations successives dans la région : d’abord berbère et punique, la ville fut ensuite intégrée dans l’administration romaine qui lui donna un nouveau nom, sans lien étymologique avec celui de l’époque antérieure. Ce changement illustre la romanisation de l’Afrique du Nord, où de nombreuses cités furent rebaptisées selon les usages militaires ou politiques de Rome.
Le site devint connu sous le nom d’Al-Asnam (en arabe : الأصنام ce qui signifie « sculptures ») durant la période du califat omeyyade. Il couvrait une superficie de 600 sur 300 mètres (soit 1 970 sur 980 pieds) et abritait de nombreuses statues de l'Antiquité.

## Histoire
Ancorarius (ou Anchorarius mons), une montagne située près de Castellum Tingitanum, est mentionnée dans les sources antiques comme le lieu d’opérations militaires conduites par l’empereur Théodose l'Ancien, lors de sa campagne contre des usurpateurs et des tribus rebelles en Afrique du Nord à la fin du IVe siècle. La montagne d’Ancorarius figure notamment dans les récits de Théodose menant une expédition en Maurétanie césarienne après 373 ap. J.-C., pour rétablir l’ordre dans les provinces d’Afrique.

L'historien romain Ammien Marcellin, décrit le déroulement des opérations de Théodose : 

« Théodose s’avança jusqu’à Castellum Tingitanum ; puis, franchissant le Mons Ancorarius il attaque les Mazices et Fericius, préfet de la tribu qui avait aidé le parti du perturbateur de la tranquillité publique... »

Les Romains avaient tendance à consolider leur autorité en Afrique du Nord en s’appuyant sur des rois berbères formés à Rome. À partir de l’an 40, la région fut administrativement divisée, notamment avec la création de la Maurétanie césarienne, qui englobait les territoires centraux et orientaux de l’Afrique du Nord, incluant la zone actuelle de Chlef. C’est dans ce contexte qu’apparaît la ville romaine connue sous le nom de Castellum Tingitii.
Fondée au premier siècle de notre ère, Castellum Tingitanum était un oppidum fortifié, bénéficiant de protections naturelles. Il s’agissait d’une forteresse de plan rectangulaire, percée de portes et flanquée de tours.
La christianisation de la région intervint durant la période de déclin de l’Empire romain. Une des plus grandes basiliques chrétiennes d’Afrique y fut édifiée en 324; la basilique Saint Réparatus,.
D'après l’ouvrage « Prosopographie de l'Afrique chrétienne (303-533) » De Henri-Irénée Marrou, André Mandouze et Anne-Marie La Bonnardière, l’évêque Marinus 5 pourrait être le fondateur de cette basilique.
La ville connut ensuite l’invasion vandale, suivie de la domination byzantine. Elle fut finalement détruite par un violent séisme au Ve siècle. Après la période byzantine, la région de Castellum Tingitanum entra dans une nouvelle ère avec la conquête musulmane du Maghreb au VIIe siècle. Comme d’autres anciens centres urbains romano-byzantins, la ville connut un déclin progressif avant d’être intégrée dans les nouveaux territoires islamiques. Les campagnes militaires dirigées par des généraux arabes, notamment Uqba ibn Nafi puis Musa ibn Nusayr, étendirent l’autorité du califat omeyyade jusqu’aux confins de l’Algérie actuelle. La ville antique, déjà affaiblie par les séismes et les bouleversements antérieurs, perdit alors son statut stratégique. Cependant, le site ne fut pas totalement abandonné : les vestiges romains et chrétiens furent progressivement recouverts ou réutilisés, et la toponymie locale conserva la mémoire de cette occupation antique à travers les siècles,.

## Découvertes archéologiques

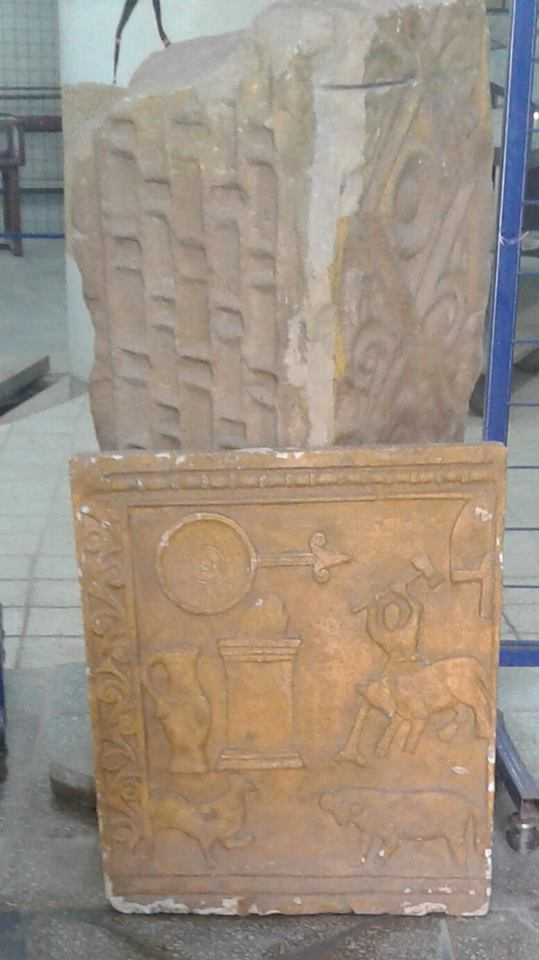
Bas-relief de l'Antiquité découvert dans la région de Chlef, exposé dans le Musée National Public Abdelmajid Meziane.

Plusieurs inscriptions latines découvertes sur le site ou dans ses environs attestent du statut municipal de la ville et de la présence d’une population romanisée. L'une d’elles mentionne la res publica Castellitanorum, ce qui confirme que la cité bénéficiait d’une certaine autonomie civique sous le droit latin,.
D'autres inscriptions, funéraires et votives, révèlent les noms de soldats, de fonctionnaires impériaux et de notables locaux. Des dédicaces à Jupiter (Iovi Optimo Maximo), datées du IIIe siècle, témoignent de la présence des cultes officiels romains.
Les fouilles archéologiques menées à Chlef ont mis au jour :
1. des thermes publics avec hypocaustes et mosaïques[18] ;
2. des fragments de fortifications, typiques des castella romains[19] ;
3. une nécropole contenant des sarcophages, des stèles, des urnes et divers objets funéraires[20] ;
4. un ensemble de voies pavées, indiquant une connexion au réseau routier impérial.
5. du mobilier archéologique (céramiques sigillées, amphores, monnaies, lampes à huile) est conservé au Musée national des antiquités et des arts islamiques à Alger ainsi que dans des collections conservées dans des musées régionaux.
6. des mosaïques qui ornaient l'ancienne basilique se trouvent actuellement au niveau des musées nationaux[21],[22],[23].

## Diocèse
Une basilique chrétienne datant du règne de l'empereur Constantin Ier y a été découverte, avec une mosaïque élaborée. Il s’agit de la plus ancienne église mise au jour en Afrique.
L’évêque Félix (italien : Felice) faisait partie des prélats catholiques convoqués au concile de Carthage (484) par le roi vandale Huneric, avant d’être exilé.
Aucun autre détail n’est connu concernant l’ancien évêché.
Il fut rétabli nominalement en tant que siège titulaire catholique romain en 1965, et régulièrement attribué depuis.
Les évêques titulaires connus sont :
- Agustín Rodríguez (07.12.1965 – 25.12.1968)
- Antonino Nepomuceno, Oblat O.M.I. (11.07.1969 – 14.02.1997)
- Ireneusz Józef Pękalski, évêque auxiliaire de l’archidiocèse de Łódź (Pologne) (11.12.1999 – en fonction)